# آلسیدیس (بازیکن فوتبال)
آلسیدیس آراخو آلوز (به پرتغالی: Alcides Eduardo Mendes Araújo Alves) مدافع اهل برزیل است که در شهر São José do Rio Preto و در تاریخ ۱۳ مارس ۱۹۸۵ به دنیا آمده‌است.
آلسیدیس آراخو آلوز در تیم‌های فوتبال Vitória ،باشگاه فوتبال شالکه ۰۴،سانتوس،باشگاه فوتبال چلسی، بنفیکا و پی‌اس‌وی آیندهوون سابقهٔ حضور دارد. این بازیکن همچنین در سال، 2003 7 بار برای، Brazil U20 به میدان رفته‌است 